# Thích lá thuôn
Thích lá thuôn hay còn gọi phong tròn dài, Phong Kashmir, phong Himalaya (danh pháp khoa học: Acer oblongum) là một loài thực vật có hoa trong họ Bồ hòn. Loài này được Wall. ex DC. miêu tả khoa học đầu tiên năm 1824.